# Malmö FF (ishockey)
Malmö FF var Malmö FF:s ishockeyavdelning åren 1944–1972. Den 28 februari 1972 upplöstes verksamheten, då Malmö IF (idag IF Malmö Redhawks) bildades. Klubben spelade totalt tre säsonger i Sveriges högsta division, 1958–1959, 1964–1965 och 1965–1966. Med åren utvecklades en rivalitet med IFK Malmös ishockeylag.

## Meriter
- Skånska distriktsmästare: 1947, 1948–1954,, 1955–1956, 1958-1959, 1961-1966, 1971[2]

## Säsonger
| Säsong    | Division                        | Placering | Kval/upp/nerflyttning            | not    |
| --------- | ------------------------------- | --------- | -------------------------------- | ------ |
| 1955/1956 | Division II Södra B             | 6         | nerflyttade                      | [ 3 ]  |
| 1956/1957 | Division III Södra Sydsvenska C | 1         | uppflyttade                      | [ 4 ]  |
| 1957/1958 | Division II Södra B             | 1         | 2:a i kvalserien, uppflyttade    | [ 5 ]  |
| 1958/1959 | Division I Södra                | 8         | nerflyttade                      | [ 6 ]  |
| 1959/1960 | Division II Södra B             | 2         |                                  | [ 7 ]  |
| 1960/1961 | Division II Södra B             | 2         |                                  | [ 8 ]  |
| 1961/1962 | Division II Södra B             | 5         |                                  | [ 9 ]  |
| 1962/1963 | Division II Södra B             | 2         |                                  | [ 10 ] |
| 1963/1964 | Division II Södra B             | 1         | 1:a i kvalserien, uppflyttade    | [ 11 ] |
| 1964/1965 | Division I Södra                | 7         | 2:a i södra kvalificeringsserien | [ 12 ] |
| 1965/1966 | Division I Södra                | 8         | nerflyttade                      | [ 13 ] |
| 1966/1967 | Division II Södra B             | 3         |                                  | [ 14 ] |
| 1967/1968 | Division II Södra B             | 2         |                                  | [ 15 ] |
| 1968/1969 | Division II Södra B             | 7         |                                  | [ 16 ] |
| 1969/1970 | Division II Södra B             | 6         |                                  | [ 17 ] |
| 1970/1971 | Division II Södra B             | 3         |                                  | [ 18 ] |
| 1971/1972 | Division II Södra B             | 5         |                                  | [ 19 ] |

Till säsongen 1972/73 lade Malmö FF ner sin ishockeysektion. Platsen i Division II övertogs av nybildade Malmö IF.